# Biphyllidae
Biphyllidae hoặc False Skin Beetles là một họ bọ Cánh cứng trong phân bộ Polyphaga. Trên toàn thế giới, có khoảng 195 loài được biết đến. Chúng sống dưới vỏ cây chết và ăn nấm.

## Phân loài
Họ này gồm các chi sau:
- Althaesia Pascoe, 1860
- Anchorius Casey, 1900
- Anobocaelus Sharp, 1902
- Biphyllus Dejean, 1821
- Diplocoelus Guérin-Méneville, 1836
- Euderopus Sharp, 1900
- Gonicoelus Sharp, 1900
- †Paleobiphyllus Makarov and Perkovsky 2019[5] Taimyr amber, Russia, Late Cretaceous (Santonian)